# Kosmos (Humboldt)

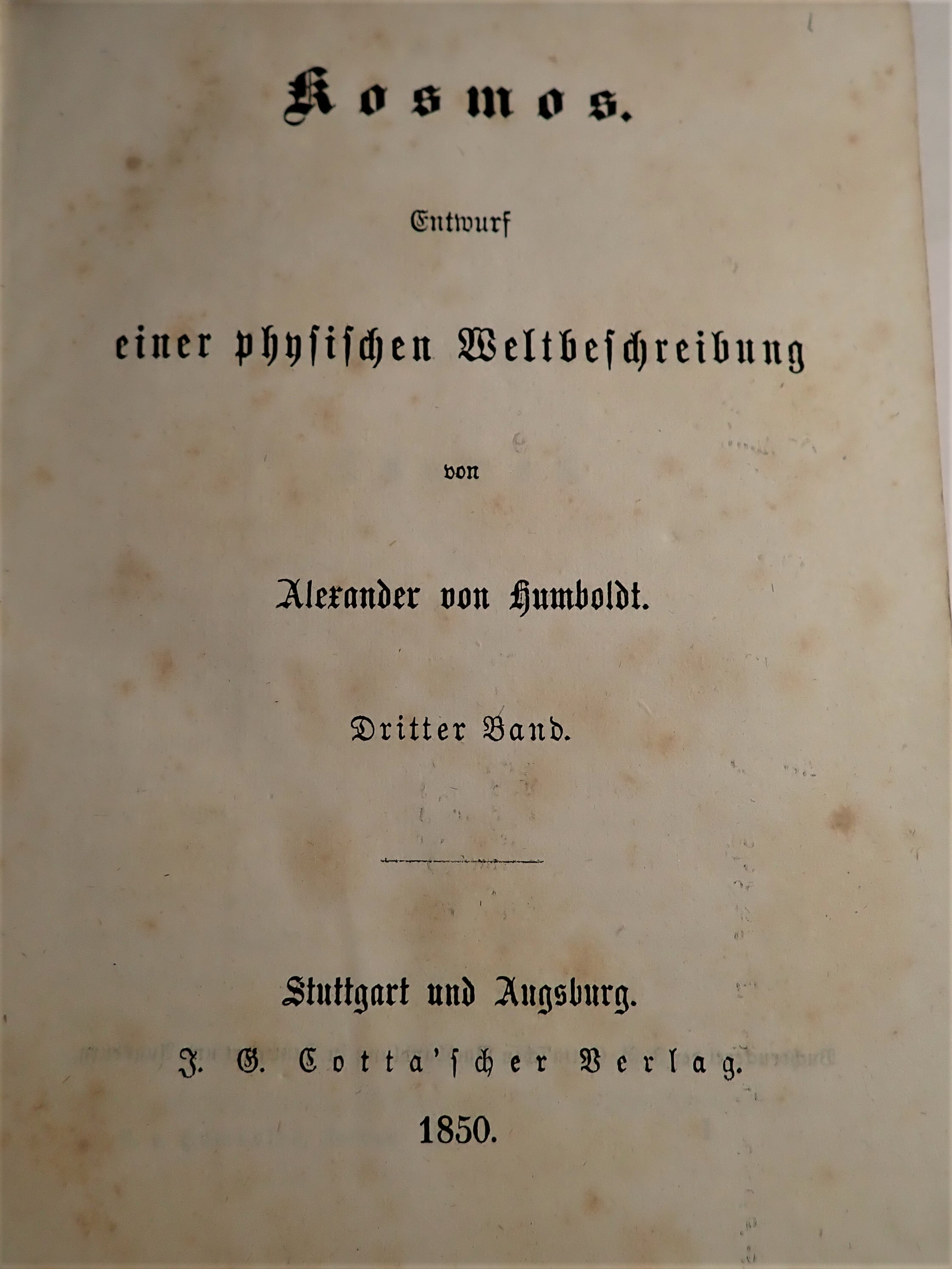
Titelblatt Band III., Kosmos – Entwurf einer physischen Weltbeschreibung

Der Kosmos – Entwurf einer physischen Weltbeschreibung ist ein fünfbändiges Werk des deutschen Universalgelehrten Alexander von Humboldt, in welchem er dem Leser eine Gesamtschau der wissenschaftlichen Welterforschung zu vermitteln suchte, „die Erscheinung der körperlichen Dinge in ihrem Zusammenhange, die Natur als durch innere Kräfte bewegtes und belebtes Ganzes“. Die Bände erschienen 1845 bis 1862. Der fünfte und letzte Band ist Fragment geblieben und wurde postum veröffentlicht.

## Der Kosmos als Lebenswerk – die Werkgeschichte

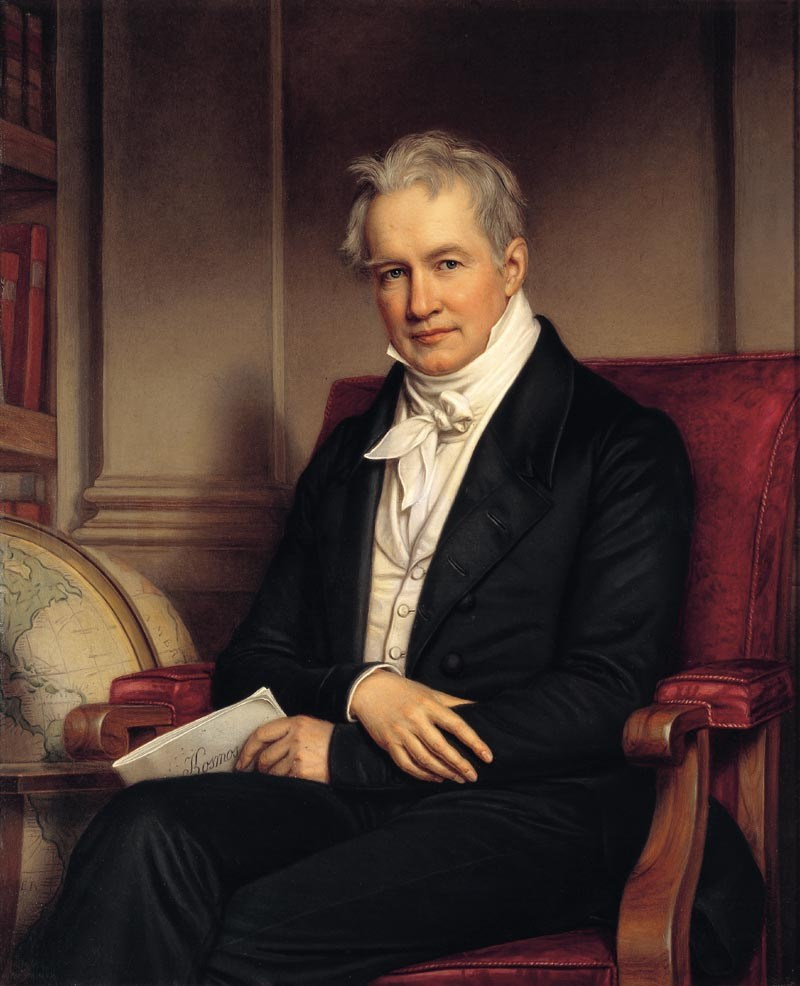
Alexander von Humboldt und sein Kosmos (Öl auf Leinwand, Karl Joseph Stieler, 1843)

Bereits 1796, drei Jahre vor seiner großen Reise nach Südamerika, fasste der damals 27-jährige Alexander von Humboldt den Plan einer Darstellung der ganzen physischen Welt: „Je concus l’Idee d’une physique du monde“, schrieb er um diese Zeit seinem Freund Marc-Auguste Pictet. Jahrzehntelang noch blieb die Ausführung dieser Idee als Wunschbild vor seinen Augen stehen. Fast vierzig Jahre später erst schien der Zeitpunkt gekommen, mit der Niederschrift des Werkes zu beginnen.

„Ich habe den tollen Einfall, die ganze materielle Welt, alles was wir heute von den Erscheinungen der Himmelsräume und des Erdenlebens, von den Nebelsternen bis zur Geographie der Moose auf den Granitfelsen, wissen, alles in Einem Werke darzustellen, und in einem Werke, das zugleich in lebendiger Sprache anregt und das Gemüth ergötzt. Jede große und wichtige Idee, die irgendwo aufgeglimmt, muß neben den Thatsachen hier verzeichnet sein. Es muß eine Epoche der geistigen Entwickelung der Menschheit (in ihrem Wissen von der Natur) darstellen. – Das Ganze ist nicht was man gemeinhin physikalische Erdbeschreibung nennt, es begreift Himmel und Erde, alles Geschaffene.“

Fast zehn Jahre zuvor, 1826, hatte er in einem französischen Salon, dann vom Herbst 1827 bis zum Frühjahr 1828 in Berlin Vorlesungen zur physischen Weltbeschreibung gehalten – insgesamt 62 an der Universität und sechzehn in einem parallelen Zyklus im Haus der Sing-Akademie zu Berlin. Diese „Kosmos-Vorlesungen“ galten als der kulturelle Höhepunkt des Jahres 1827 in Berlin. Auf Anregung von Konrad Levezow bedankte sich das Auditorium bei Humboldt für die Vortragsreihe mit einer Ehrenmedaille. Es wundert deshalb nicht, dass bald schon Forderungen nach einer Publikation dieser von ihm völlig frei und ohne schriftliche Grundlage gehaltenen Vortragsreihe laut wurden und so unvermindert anhielten, dass Humboldt öffentlich Stellung bezog, um zu unterbinden, dass man Mitschriften veröffentlichte. Verleger bestürmten ihn, der trotz seines guten Verdienstes unter chronischer Geldknappheit litt, mit lukrativen Angeboten. Humboldt entschied sich letztendlich, sein Werk bei dem renommierten Verlagshaus Cotta verlegen zu lassen. Wichtig war ihm dabei neben dem guten Honorar der Druckort Berlin und die Möglichkeit, auch kurzfristig noch Verbesserungen vornehmen zu können. Alles wurde vertraglich genau festgelegt. Das Werk sollte in zwei Bänden (Band 1 für die objektive Weltbeschreibung und Band 2 für die empfindsame Weltanschauung) im Dezember 1829 veröffentlicht werden.
Doch nicht eine einzige der Festlegungen wurde eingehalten. Die Veröffentlichung sollte sich um 16 Jahre verzögern, denn Humboldt wurde durch andere Projekte in Anspruch genommen. So hielt ihn vor allem seine Russlandreise 1829 vom Schreiben ab. 1835 erschütterte ihn schwer der Tod seines Bruders Wilhelm, in späteren Jahren klagte Humboldt über rheumatische Beschwerden im rechten Arm, den er zum Schreiben nutzte. Depressivität und stille Todesahnungen wechselten mit Phasen eines außerordentlichen Stolzes auf sein hohes Alter und enormer geistiger Schaffenskraft.
1845 endlich erschien der erste Band des Kosmos, zu dem Humboldt in einer Vorrede bemerkt:
„Am späten Abend eines vielbewegten Lebens übergebe ich dem deutschen Publikum ein Werk, dessen Bild in unbestimmten Umrissen mir fast ein halbes Jahrhundert lang vor der Seele schwebte.“

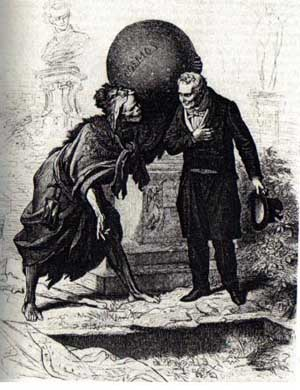
„Abschied vom Kosmos“

1847 folgte der zweite Band. Zu diesem Zeitpunkt war Humboldt sich bereits im Klaren, dass er es bei diesen beiden Teilen nicht bewenden lassen konnte und sich noch eine Weile „auf dieser Erde“ werde „tummeln“ müssen, um sein ehrgeiziges Projekt zu beenden. Die Vollendung des dritten (1850) und vierten Bandes (1858) bestimmte die Arbeit seines neunten Lebensjahrzehnts. Dabei war ihm wohl bewusst, dass diese Betätigung aufreibender war, „als einem 82jährigem Greise nützig“ sein konnte. Selten kam er in dieser Zeit, wie er sagte, vor 3 Uhr ins Bett, weil er am Tage wegen der vielen Besucher, die sich bei ihm einstellten, nicht in Ruhe arbeiten konnte. Tags, schrieb er „geht es bei mir zu wie in einem Brandweinladen“.
Stets hatte Humboldt, der sich selbst als „Fossil“ bezeichnete, Angst, er könne vor Vollendung seines großen Werkes sterben. Immer wieder trieb er auch seine Verleger zur Eile („Die Toten reiten schnell“). Trotz der Anstrengung jedoch und dem Optimismus, den fünften Band noch vor der Jahreswende 1859/60 fertigzustellen, blieb der letzte Abschnitt des Kosmos Rudiment. „Der Tod [nahm ihm] den Griffel aus den Händen“, wenige Tage nachdem er zum letzten Mal einige Seiten des Manuskripts an seinen Verleger geschickt hatte. Alexander von Humboldt starb am Morgen des 6. Mai 1859. Schenkt man einer Legende glauben, so fand man nach dem Wegräumen der Manuskripte und Bücherberge auf der Platte des verwaisten Schreibtisches die Worte aus Genesis 2, erstes Buch Mose 2,1: „also ward vollendet Himmel und Erde“.

## Die Herstellung des Kosmos

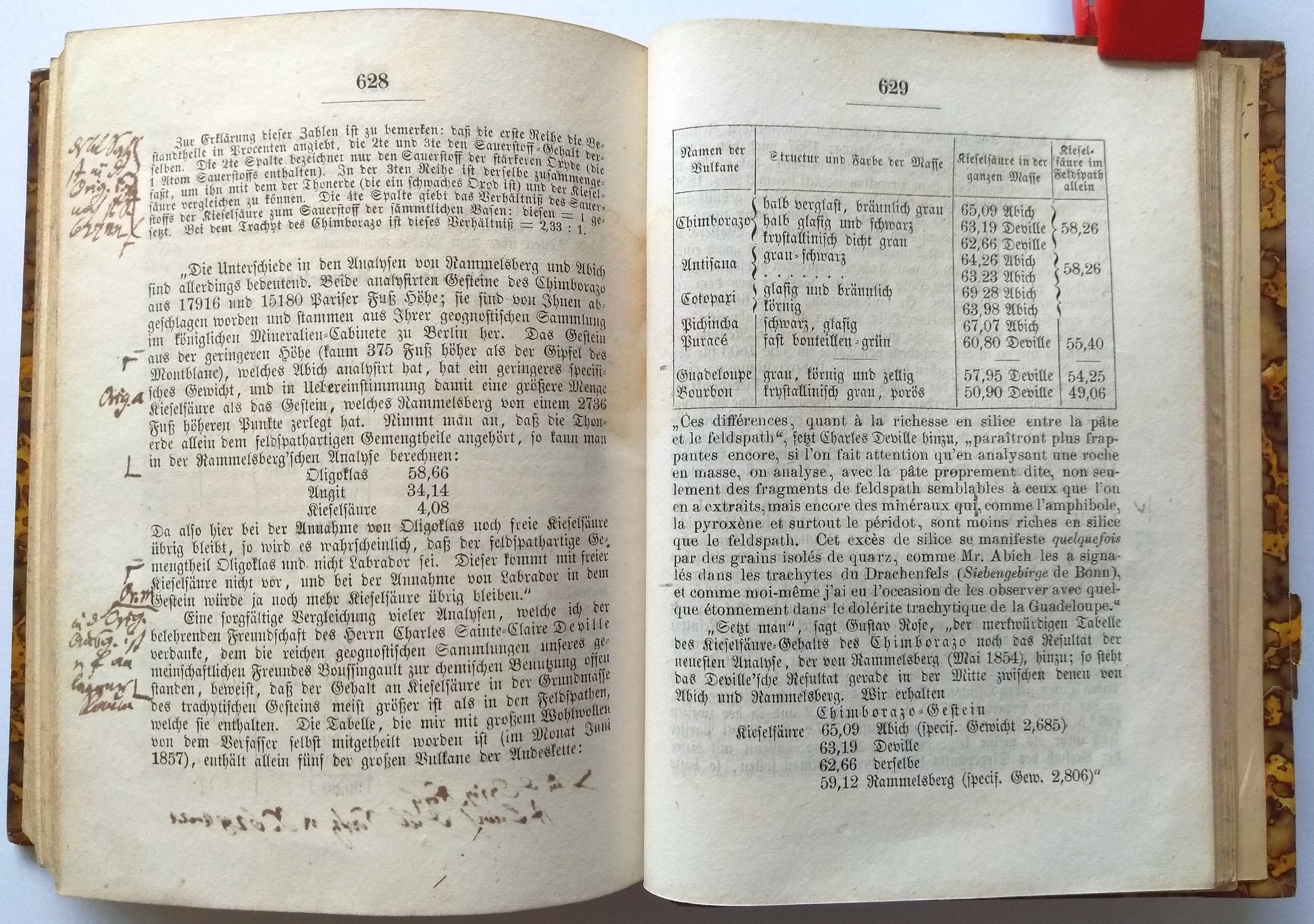
Eduard Buschmanns Handexemplar des vierten Bandes des Kosmos für die Cotta’sche Volksbibliothek

Eine wesentliche Rolle bei der Verwirklichung des Kosmos kommt Humboldts langjährigem Sekretär und Faktotum Eduard Buschmann zu. Ihm oblag es, sämtliche Manuskripte Humboldts abzuschreiben, die von Humboldt überarbeiteten Abschriften erneut zu redigieren, an den Verlag zu senden und die Korrektur der Druckfahnen vorzunehmen. Buschmanns Arbeiten reichten dabei weit über die Korrektur von Druckfehlern hinaus. Wiederholt macht er stilistische Vorschläge, denen Humboldt folgte, und ergänzte die Interpunktion, die in Humboldts Manuskripten zumeist fehlte oder ungenau war. Im fünften Band des Kosmos erkannte Humboldt die Leistungen Buschmanns öffentlich an: „Kein Blatt des Kosmos ist erschienen, das nicht in der Handschrift und gedruckt dem scharf eindringenden Blicke des Professors Eduard Buschmann, Bibliothekars an der königlichen Bibliothek zu Berlin und Mitglieds der Akademie der Wissenschaften, unterworfen worden wäre. Er ist auch der Vermittler meiner Handschrift gewesen, und viel länger schon hatte er mir eine liebevolle Anhänglichkeit gewidmet.“ Humboldt beauftragte Buschmann zudem mit der Erarbeitung eines Registers für den Kosmos, das 1862 im posthum erschienenen fünften Band des Kosmos publiziert wurde. Buschmann redigierte ferner den Kosmos für die von Humboldt noch veranlasste und 1860 publizierte „Kleinoktav-“ bzw. „Taschen-Ausgabe“, mit der Cotta die erst kurz zuvor ins Leben gerufene Reihe der „Deutschen Volksbibliothek“ eröffnete.
Eduard Buschmann bemühte sich intensiv um die Pflege des Humboldt’schen Nachlasses. Er besaß selbst eine große Sammlung von Humboldt-Manuskripten – darunter die Manuskripte aller fünf Bände des Kosmos – sowie die dazugehörigen Druckfahnen. Diese befinden sich heute in den Humboldt-Nachlassteilen in der Jagiellonischen Bibliothek sowie in der Bibliothèque nationale de France.

## Die Suche nach dem Titel
Bei keinem seiner Bücher hatte sich Humboldt die Wahl des Titels leichtfallen lassen, doch war diese Entscheidung ihm nie so schwergefallen wie bei der Titelwahl des Kosmos, über den er nach eigener Angabe einmal fünf Nächte hintereinander nachgesonnen hatte.
1828 griff er zunächst den bereits 1796 erwogenen Titel Physique du monde (Entwurf einer physischen Weltbeschreibung) wieder auf. Als Untertitel wünschte er ebenso „die individuelle Veranlassung der Vorlesung […] anzugeben“, wie auch zu verdeutlichen, dass es sich bei seinem Lebenswerk um sehr viel mehr handelte als um die Niederschrift seiner Singakademievorträge.
Den Vorschlag „Nach Erinnerungen aus Vorlesungen in den Jahren 1827 und 1828, bearbeitet von Al. von Humboldt“, lehnte Humboldts Freund und Berater Varnhagen von Ense kategorisch als „lächerlich“ und „prätentiös“ ab. Der Autor selbst bekannte, er wolle diesen Titel gern aufgeben und machte neue Vorschläge:
„Wie soll ich den Titel einrichten. ,Entwurf einer phys. W. von A. v. H. (auf Veranlassung von Vorlesungen neubearbeitet)‘? Alles das scheint mir unbeholfen. Adverbia sind unpassende Titel. Wie wenn ich mit ganz kleinen Lettern zusetzen ließe: ‚Ein Theil dieser Schrift ist der Gegenstand von Vorlesungen in den Jahren 1827 und 1828 gewesen‘? Aber das ist lang, und dann das Verbum! ‚Auf Veranlassung‘ ist vielleicht noch besser.“
Die Diskussionen zogen sich über viele Jahre hin. Im Sommer 1833 endlich kam Humboldt auf den Gedanken, sein Werk „Kosmos. Entwurf einer physischen Weltbeschreibung“ zu nennen. Im selben Augenblick war er sich aber auch bewusst, dass dieser Titel als anmaßend und unbescheiden aufgefasst werden könnte und würde. Im Oktober 1834 schrieb er an Varnhagen von Ense:
„Ich weiß, daß Kosmos sehr vornehm ist und nicht ohne gewisse Afféterie, aber der Titel sagt mit einem Schlagwort Himmel und Erde. […] Mein Bruder ist auch für den Titel Kosmos, ich habe lange geschwankt.“
Im ersten Band erläutert Humboldt den Bedeutungswandel des Kosmosbegriffes innerhalb der Geschichte und rechtfertigt damit gleichzeitig die Wahl des Titels:
War das Wort kósmos ursprünglich ein Begriff für „Schmuck, Ordnung und Schmuck der Rede“, gebraucht Pythagoras es bereits in der Bedeutung „Weltordnung“ und „Welt“. Der Begriff, führt Humboldt aus, sei dann über die philosophischen Schulen in die Sprache der Naturdichter und Prosaiker übergegangen und währenddessen umgeprägt worden zu „Wohlgeordnetheit der Welt, ja der ganzen Masse des Raum Erfüllenden“. Aristoteles verwendet kósmos für „Welt und Weltordnung“, aber auch als „räumlich zerfallend in die sublunarische Welt [tellurisch] und die höhere, über dem Mond [uranologisch].“ „Der bisher unbestimmt aufgefaßte Begriff einer physischen Erdbeschreibung ging so durch erweiterte Betrachtung, ja nach einem vielleicht allzu kühnen Plane, durch das Umfassen alles Geschaffenen im Erd- und Himmelsraume in den Begriff einer physischen Weltbeschreibung über.“
Kein anderes Wort konnte folglich passender sein, den Titel zu einem Werk zu geben, das das ehrgeizige Vorhaben verfolgte, „die ganze materielle Welt […] in einem Werk“ darzustellen. Doch sein Gewissen bezüglich der Titelwahl ganz zu beruhigen gelang Humboldt nie. Noch in der Einleitung zu seinem 1858 begonnenen fünften Band bezeichnete er sie als Wagnis.

## Die Gliederung

### Band I
(siehe dazu Hauptartikel Kosmos Band I)
Humboldts Betrachtung des Weltganzen beginnt mit „den Sternen, die in den entferntesten Theilen des Weltraumes zwischen Nebelflecken aufglimmen und steigt durch unser Planetensystem bis zur irdischen Pflanzendecke und zu den kleinsten, oft von der Luft getragenen, dem unbewaffneten Auge verborgenen Organismen herab“.
- Einleitende Betrachtungen über die Verschiedenheit des Naturgenusses und eine wissenschaftliche Ergründung der Weltgesetze
- Begrenzung und wissenschaftliche Behandlung einer physischen Weltbeschreibung
- Naturgemälde. Allgemeine Übersicht der Erscheinungen

### Band II
(siehe dazu Hauptartikel Kosmos Band II)
Humboldt steigt aus dem „Kreise der Objekte“ in den Kreis der Empfindungen und betrachtet „den Reflex des durch die äußeren Sinne empfangenen Bildes auf das Gefühl und die dichterisch gestimmte Einbildungskraft“ der Menschen.
- Anregungsmittel zum Naturstudium
- Hauptmomente einer Geschichte der physischen Weltanschauung

### Band III
(siehe dazu Hauptartikel Kosmos Band III)
Spezielle Ergebnisse der Beobachtung in dem Gebiet kosmischer Erscheinungen. Humboldt will zur Erläuterung des im ersten Band beschriebenen allgemeinen Naturgemäldes jene Ergebnisse der Beobachtung liefern, auf welche der „jetzige Zustand wissenschaftlicher Meinungen hauptsächlich gegründet ist“. Dabei widmet sich der dritte Band zunächst ganz der Astronomie der Himmelskörper.
- Uranologischer Teil der physischen Weltbeschreibung (Planeten, Trabanten, Cometen, Ring des Tierkreislichtes, Schwärme der Meteor-Asteroiden u. a.)

### Band IV
(siehe dazu Hauptartikel Kosmos Band IV)
Der vierte Band des Kosmos enthält als Gegen- und gleichzeitig Ergänzungsstück zu Band III die „specielle Darstellung der tellurischen Erscheinungen“.
- Größe, Gestalt und Dichte der Erde, „innere Wärme“ und magnetische Tätigkeit
- „Reaction des Inneren der Erde gegen die Oberfläche“
- Ausführungen über Vulkane

### Band V
(siehe dazu Hauptartikel Kosmos Band V)
Der Inhalt des fünften Bandes bildet die Fortsetzung der tellurischen Erscheinungen. Als Weiterführung des vierten Bandes, mit dem er ein „abgerundetes Ganzes“ bildet, „das, was man gewöhnlich physische Erdbeschreibung zu nennen pflegt“. So sollte der Band V einige geologische Themen, aber vor allem die Beschreibung des organischen Lebens auf der Erde, an dessen Ende das Menschengeschlecht betrachtet worden wäre, beinhalten.
Humboldts Sekretär Johann Carl Eduard Buschmann setzte unter den letzten Satz des Haupttextes die Zeilen:
„Der Tod des großen Autors hat den Faden dieses Werkes abgeschnitten.“
- Fragment Band V
- Ausführliches Register
- Anmerkung Buschmanns mit Informationen über die fehlenden Abschnitte (Gebirgsarten, Continente, Umhüllung des Erdkörpers, Vertheilung der Organismen bzw. Geographie der Pflanzen und Thiere, die Menschenracen)

## Gelebte Universalität – Humboldts Netzwerk

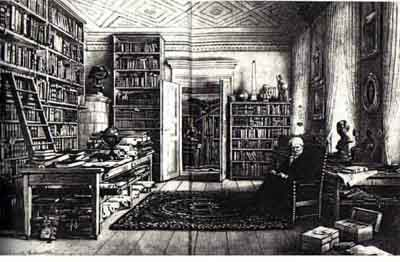
Alexander von Humboldt in seiner Bibliothek bei der Arbeit an seinem Kosmos

Alexander von Humboldt als Universalgenie zu bezeichnen, ist berechtigterweise umstritten. Ein Polyhistor im Sinne seiner gelebten Universalität war er allemal. Einige behaupten sogar, er sei der letzte Universalist gewesen. Und wirklich arbeitete Humboldt in einer Zeit der fortwährenden Spezialisierung daran, die „Natur als durch innere Kräfte bewegtes und belebtes Ganzes“ darzustellen und etwas Universelles zu schaffen. Trotz des zunehmenden Schwindens nicht des Mutes, wohl aber seiner Kräfte.
Humboldts Bedürfnis, das Wissen seiner Zeit in einen großen Zusammenhang zu stellen, die Vielfältigkeit seiner Interessen, verbunden mit ständiger Lernbereitschaft, aber auch der Versuch, die „gemeinsame Atmosphäre wissenschaftlicher Bildung“, die er aus Paris kannte, nach Berlin zu übertragen: Dies waren die Triebkräfte, die Humboldt während seines Lebens zum Auf- und Ausbau und zur Unterhaltung eines riesigen Beziehungsgeflechts veranlassten.
Bereits in seinem ersten Studienjahr in Frankfurt beschreibt sein Bruder Wilhelm das Bedürfnis und Talent Humboldts zu Austausch und Kontaktaufnahme. Alexander von Humboldt wusste: „Ideen können nur nützen, wenn sie in vielen Köpfen lebendig werden.“
Wenn er in Gesellschaft war, redete er viel, wenn er allein war, schrieb er viel. Doch Humboldts Netzwerk mit einem Anspruch auf Vollständigkeit beschreiben zu wollen ist so gut wie unmöglich. Seine Korrespondenzen sind nur höchst unvollständig erhalten. Humboldt hob nur die für ihn wichtigsten Briefe auf oder verschenkte sie an Freunde, die anderen verbrannte er oder benutzte sie als Schmierzettel. Dieses Vorgehen ist dabei keineswegs ein Beleg minder hoher Achtung gegenüber seinen Briefpartnern, doch bei der Unzahl an Schreiben war deren Archivierung schlichtweg nicht möglich.
Namentlich bekannt sind bisher circa 2.500 verschiedene Briefpartner. Während der Verfassung der Kosmos-Bände schrieb Humboldt im Schnitt rund 2.000 Briefe pro Jahr. Manchmal nur ein paar Zeilen lang, manchmal über viele Seiten. In den letzten Jahren waren es durch seine zunehmende Popularität sogar eher 3.000 pro Jahr. So hat Humboldt in seinem Leben wohl mehr als 50.000 Briefe verfasst, von denen ungefähr 13.000 erhalten sind.
Anhand einiger tausend der erhaltenen Briefe kann das Netz von Zuarbeitern für den Kosmos wie folgt charakterisiert werden:
- Humboldt war die Zentralfigur,
- der Austausch erfolgte multilateral,
- der Austausch erfolgte schulen- und fachübergreifend,
- der Austausch erfolgte international,
- aufbauend auf langfristigen Beziehungen und daher stabil
- viele junge Wissenschaftler gehörten dazu,
- nur selten gehörte eine Frau dazu
- dem Gesamtnetzwerk waren zahlreiche kleinere Netzwerke untergeordnet (fachspezifische und institutionale)
- pyramidenförmige Anordnung nach dem Prinzip einer Vertrauens- bzw. Anerkennungshierarchie
- ausgetauscht wurden: a. soziale Leistungen in ihrer Vielfalt (Hilfe bei der Beschaffung finanzieller und sozialer Unterstützung, von Lehrstühlen, Mitgliedschaften in Akademien u. a.); b. Meinungsäußerungen und Hinweise (Titelauswahl und Aufbau), Informationen (Tabellen und Zahlen), Korrekturen (mehrfache Durchsicht der Druckfahnen)

Humboldt war in Sachen des Schreibens und Beantwortens von Briefen ebenso unnachgiebig gegen andere wie gegen sich selbst. Dem bereits blinden François Arago stattete er einmal 92 Morgenvisiten nacheinander ab, um diesen zu bewegen, seine Manuskripte freundlichst durchzusehen. Aragos Frau las ihrem Gatten die Skripte schließlich vor. Als Humboldt selbst sich in seinen letzten Lebensmonaten bemühte, von einer Grippe zu genesen, verfügte sein Arzt die Post in einem Zimmer einzuschließen, in Sorge, sein Patient könnte sich versucht sehen, die täglich dreimal ankommenden Briefe nicht nur zu lesen, sondern, wie es seine Art war, auch sogleich ohne Rücksicht auf sein Wohlergehen zu beantworten.
Alexander von Humboldt hielt Kontakte zwischen Wissenschaftlern verschiedener Profession und Nationalität am Leben. Als zentrale Figur seines Netzwerkes kannte er dabei genau die Sympathien und Streitigkeiten der einzelnen Glieder seiner „Wissenschaftsfamilie“ und fungierte häufig mit diplomatischem Geschick als Vermittler. Dass er dabei nie eindeutig Stellung bezog, trug entschieden dazu bei, sein Beziehungsgeflecht möglichst effektiv und reibungsfrei am Leben zu erhalten.

## Ausgaben
- Ottmar Ette, Oliver Lubrich (Hrsg.): Kosmos: Entwurf einer physischen Weltbeschreibung. Ediert und mit einem Nachwort versehen von Ottmar Ette und Oliver Lubrich (= Humboldt-Edition der Anderen Bibliothek). Die Andere Bibliothek, Berlin 2014, ISBN 978-3-8477-0014-2.